# Jake Witt
Jake Witt (nacido el 7 de febrero de 2000) es un jugador de fútbol americano estadounidense que juega como tackle ofensivo. Prospecto para el Draft de la NFL de 2023, jugó fútbol americano universitario en Northern Michigan (NMU). Era un ala cerrada en el equipo antes de un cambio de posición durante la temporada 2021. Anteriormente había jugado baloncesto universitario en Michigan Tech.

## Primeros años de vida
Witt nació el 7 de febrero de 2000. Creció en el pequeño pueblo de Bruce Crossing, Míchigan, que se encuentra al este de Duluth por tres horas y al sur del lago Superior por aproximadamente 30 minutos. El pueblo no tenía equipos de fútbol americano, ni siquiera ligas juveniles. Comenzó a jugar baloncesto en segundo grado y continuó hasta la escuela secundaria.
Witt fue un atleta destacado en la escuela secundaria Ewen-Trout Creek, en la que jugó baloncesto y atletismo y, comenzando como junior, fútbol. Jugó para el equipo de fútbol de ocho hombres de la escuela (no tenían un equipo completo, ya que no tenían suficientes jugadores) y jugando como receptor abierto, registró 102 recepciones en 18 juegos mientras era nombrado todo el estado. Witt inicialmente recibió la atención de las universidades por el baloncesto, pero también generó interés en las escuelas por el fútbol. En su último año, se concentró en el baloncesto y posteriormente fue nombrado Upper Peninsula Mr. Basketball. Terminó su carrera en la escuela secundaria con más de 1000 puntos anotados y más de 1000 rebotes. Witt fue el mejor estudiante de su clase.

## Carrera universitaria

### Michigan Tech
Después de graduarse de la escuela secundaria, Witt tuvo que tomar una decisión sobre la universidad – no solo sobre a cuál asistir, sino también sobre qué deportes practicar. «[Todo] se redujo a Míchigan Tech para el baloncesto, la Norte de Míchigan [NMU] para el fútbol o tomar mi lugar preferido para caminar en Míchigan Central», dijo más tarde. «Entonces, dos de mis últimas tres opciones fueron el fútbol. Pero decidí ir por la ruta del baloncesto». Witt anunció su compromiso con Míchigan Tech en noviembre de 2017, y jugó su primera temporada en 2018, registrando un promedio de 6,4 puntos por partido. Según The Athletic, «parecía tener un futuro brillante» con el equipo, pero como estudiante de segundo año decidió cambiar su especialidad, lo que también significó en su caso cambiar de escuela.

### Norte de Míchigan
Witt se transfirió a NMU y comenzó a obtener un título en administración de deportes y acondicionamiento físico. Después de no practicar deportes durante un año, decidió que quería volver a probar fútbol americano en 2020. Se unió al equipo como ala cerrada, pero poco después la temporada fue cancelada debido a la pandemia de COVID-19. Al año siguiente, cuando se reanudaron las actividades, jugó, pero se utilizó principalmente como bloqueador, habiendo compilado solo 79 yardas por recepción en seis recepciones durante los primeros ocho partidos del año.
En el medio tiempo durante su partido de mitad de temporada contra los eventuales campeones nacionales Ferris State, se le dijo a Witt que necesitaba jugar como liniero ofensivo debido a las lesiones de sus compañeros de equipo de NMU. Fue seleccionado porque nadie más quería jugar la posición y porque su tamaño (2 m, 120,2 kg) lo convirtió en el mejor jugador para el puesto entre los miembros restantes del equipo. Nunca antes había jugado en esa posición, pero «después de 10 minutos de entrenar a Jake para que jugara en una posición completamente nueva, permitió cero capturas o presiones contra la mejor línea defensiva del país», dijo el entrenador Dylan Chmura. Le tomó «cinco o seis» repeticiones de práctica para lograr la postura correcta, y esa fue la única preparación que tuvo Witt antes de enfrentarse al invicto Ferris State y su liniero Caleb Murphy, entre los mejores jugadores de la División II.
«La película fue una tontería», dijo Witt más tarde. «Parecía un jugador de baloncesto tratando de defender a alguien. No sabía qué más hacer». Jugó los últimos dos juegos del año como tackleador derecho titular de NMU y después de la temporada sus entrenadores decidieron que se quedaría en la línea para 2022, aunque en el lado izquierdo, en lugar del derecho. Witt ganó 15 libras para prepararse para la temporada 2022 y apareció en 11 juegos, todos como titular. En diciembre de 2022 se declaró para el Draft de la NFL.

## Carrera profesional

### Día profesional
Witt rechazó la oportunidad de participar en el College Gridiron Showcase, ya que quería más tiempo para prepararse para mostrar su talento a los equipos de la National Football League (NFL). Aunque no fue invitado al NFL Scouting Combine, comenzó a recibir atención de los equipos de la NFL después de impresionar en su día profesional. Witt registró una carrera de 40 yardas de 4.89 segundos y, además, registró una división de 10 yardas de 1.71, más una 37 pulgadas (94,0 cm) salto vertical junto con un 10 pies 3 pulgadas (3,1 m) salto de longitud. Su carrera de 40 yardas lo habría colocado primero en el combinado para su posición, así como su salto vertical; además, su salto de longitud habría sido el más largo para un liniero en la última década. También se le otorgó un puntaje atlético relativo (RAS) de 9.92, que fue el undécimo mejor de 1,233 tacleadas ofensivas desde 1987.